# Apple A8X
L'Apple A8X és un sistema basat en ARM de 64 bits en un xip (SoC) dissenyat per Apple Inc. i fabricat per TSMC. Va aparèixer per primera vegada a l'iPad Air 2 i només s'utilitza a l'iPad Air 2, que es va anunciar el 16 d'octubre de 2014. És una variant de l'A8 dins de la família de telèfons intel·ligents iPhone 6 i Apple afirma que té un 40% més de rendiment de la CPU i 2,5 vegades el rendiment gràfic del seu predecessor, l'Apple A7. L'última actualització de programari per a l'iPad Air 2 amb aquest xip va ser l'iPadOS 15.7.9, llançat l'11 de setembre de 2023, ja que es va suspendre amb el llançament de l'iPadOS 16 el 2022 a causa de les limitacions de maquinari de l'A8X.

## Disseny
L'A8X té tres nuclis marcats a 1,5 GHz, una GPU més potent que l'A8 i conté 3.000 milions de transistors. Amb 100 extra MHz i un nucli addicional, l'A8X funciona al voltant d'un 13% millor en operacions d'un sol fil i un 55% millor en operacions multifil que l'A8 a l'iPhone 6 i l'iPhone 6 Plus.
Una comparació addicional amb l'A8 mostra que l'A8X utilitza un difusor de calor metàl·lic, que l'A8 no, i no utilitza el paquet en la configuració del paquet amb memòria RAM inclosa que fa l'A8. Això és similar a com es van dissenyar les variants "X" més antigues, l'A5X i l'A6X. En canvi, l'A8X de l'iPad Air 2 utilitza un mòdul extern de 2 GB de RAM.
Per primera vegada per a Apple, s'informa que l'A8X té una GPU semi-personalitzada. L'A8X utilitza una GPU de 8 clústers basada en l'arquitectura Imagination Technologies PowerVR Series 6XT. Oficialment, la implementació més gran de Rogue és un disseny de 6 clústers, cosa que indica que Apple ha fet personalitzacions al disseny per tal de proporcionar un rendiment més elevat. Aquesta GPU es coneix com a GXA6850, amb la "A" que denota la personalització d'Apple.
L'A8X té suport de codificació de còdec de vídeo per a H.264. Compta amb suport de descodificació per a H.264, MPEG-4 i Motion JPEG.

## Productes que inclouen l'Apple A8X
- iPad Air 2